# Alojzov
Alojzov es una localidad del Distrito de Prostějov,  Región de Olomouc en la República Checa y tiene cerca de 230 habitantes.